# Cleante Davidoglu
Cleante Davidoglu (n. 1871, Bârlad  – d. 1947, București)  a fost un general de divizie, ce a îndeplinit funcția de comandant al Jandarmeriei Române (1927-1928).

## Biografie
Cleante Davidoglu a fost fiul unui medic omonim, ce a fost mai târziu (1868) șeful spitalului din Bârlad, și al Profirei Moțoc. Fratele său a fost cunoscutul matematician Anton Davidoglu (1876-1958).
Despre anii formării viitorului general nu s-au găsit surse până acum. În anul 1905 era căpitan. În anul 1892 ofițerul a fost trecut ca persoană eligibilă pe listele Senatului din partea județului Bârlad.
La Robânești, Oituz și în Transilvania, în prima parte a Războiului de reîntregire a neamului românesc, Regimentul 4 Roșiori, comandat de locotenent-colonelul Cleante Davidoglu, a desfășurat numeroase acțiuni de luptă în câmp. În anul 1917 era colonel și comandant al Regimentul nr. 4 Roșiori „Regina Maria”.
În cursul lunii ianuarie 1919 a avut un rol contestat, în reprimarea Revoltei de la Hotin.
A fost decorat cu Ordinul „Mihai Viteazul”, clasa III, pentru modul cum a condus Brigada 2 roșiori în Operațiile militare postbelice.
„Pentru vitejia și destoinicia cu care a condus Brigada 2 Roșiori în luptele din jurul Sătmarului și Mate-Szalka în zilele de 19-25 aprilie 1919, când căzând în spatele Diviziei de Secui a determinat-o să se predea.”
Înalt Decret no. 2189 din 6 iunie 1919:p. 155
Generalul maior Cleante Davidoglu, comandantul trupelor române din zona fixată de Conferința de Pace de la Paris, a avut un mare merit în înființarea și dotarea secției de chirurgie și a Spitalului Orășenesc Satu Mare. Acesta i-a mulțumit doctorului Béla Lükő pentru salvarea vieții generalului Demostene Margaritopol, operat pentru o plagă penetrantă abdominală prin împușcare.
În perioada anilor 1927-1928, Davidoglu, acum general de divizie, a îndeplinit funcția de comandant al Jandarmeriei Române, apoi a fost șeful Inspectoratului de Jandarmi Județean Mehedinți.
Generalul a fost proprietar al Pădurii Palanca cu o suprafață de 104 de hectare în județul Tecuci.
Numele său a fost atribuit Inspectoratului de Jandarmi Județean din Turnu Severin și „Asociației Sportive Cleante Davidoglu” (Strada Portului, nr. 2, Drobeta-Turnu Severin, Mehedinți), o asociație cu scop sportiv, constituită din 370 de membri, angajați ai Inspectoratului de Jandarmi Județean Mehedinți, cu caracter nelucrativ, nonprofit, apolitic, umanitar.

## Decorații
- Ordinul „Mihai Viteazul”, clasa III, 6 iunie 1919[7]:p. 155